# 1901 en combiné nordique
| Années du combiné nordique : 1898 - 1899 - 1900 - 1901 - 1902 - 1903 - 1904    |
| Décennies du combiné nordique : 1870 - 1880 - 1890 - 1900 - 1910 - 1920 - 1930 |

Cette page reprend les résultats de combiné nordique de l'année 1901.

## Festival de ski d'Holmenkollen
L'édition 1901 du festival de ski d'Holmenkollen fut remportée par le norvégien Olaf Tandberg devant les précédents vainqueurs, tous deux norvégiens, Paul Braaten et Aksel Refstad.

## Championnats nationaux

### Championnat d'Allemagne
Pour sa deuxième édition, le championnat d'Allemagne de combiné est remporté par Henry Hoek.